# Sean McDermott
Sean Michael McDermott  (nascido em 21 de março de 1974) é um treinador de futebol americano que é o treinador dos Buffalo Bills da National Football League (NFL).

## Primeiros anos
McDermott é graduado em 1993 pela La Salle College High School, onde foi nomeado para o time do estado da Pensilvânia como defensive back em 1992. Ele também foi campeão nacional como lutador em 1992 e 1993.
Ele passou a ser bacharel em finanças enquanto estava em College of William and Mary, onde ele foi um safety e recebeu honras acadêmicas de conferência em 1996 e 1997 e elogios da NSCA Strength and Conditioning All-America.

## Carreira de treinador

### Philadelphia Eagles
McDermott originalmente se juntou ao Philadelphia Eagles em 1998 como coordenador administrativo de olheiros, cargo que ocupou até ser promovido a assistente do treinador principal em 1999. Ele então se tornou treinador de controle de qualidade defensivo e depois assistente de treinador de defensive backs.
Em 2003, ele substituiu Steve Spagnuolo como treinador de defensive backs, Spagnuolo foi promovido a treinador dos linebackers. Em 2004, McDermott viu os seus dois safety titulares (Brian Dawkins e Michael Lewis) irem para o Pro Bowl pela primeira vez na história do time. Sob o comando de McDermott, Dawkins foi mais duas vezes para o Pro Bowl nas temporadas de 2005 e 2006.
Em 2007, McDermott foi nomeado técnico dos linebackers, depois que Spagnuolo saiu para assumir o cargo de coordenador defensivo do New York Giants. Em 28 de janeiro de 2008, Andy Reid, técnico dos Eagles, nomeou McDermott novamente como treinador da secundária.
Em 18 de maio de 2009, McDermott foi nomeado coordenador interino de defesa como resultado da licença médica do coordenador defensivo Jim Johnson. Em 24 de julho de 2009, devido ao contínuo declínio na saúde de Johnson, os Eagles anunciaram que McDermott assumiria o cargo de coordenador defensivo em tempo integral. Johnson morreu em 28 de julho de 2009. McDermott implementou uma série de blitzes em sua defesa, em parte graças ao seu mentor, Jim Johnson.
McDermott foi demitido como coordenador defensivo em 15 de janeiro de 2011.

### Carolina Panthers
McDermott foi contratado como coordenador defensivo do Carolina Panthers em 17 de janeiro de 2011. Ele foi o segundo colocado no prêmio de Coordenador Defensivo do Ano de 2015 da Pro Football Focus.
Como coordenador defensivo dos Panthers, McDermott levou o time a terminar entre as dez melhores defesas entre 2012-2015.
Na temporada de 2015, McDermott e os Panthers chegaram ao Super Bowl 50, que foi disputado em 7 de fevereiro de 2016. Sua defesa só permitiu um touchdown ofensivo do adversário, mas os Panthers perderam para o Denver Broncos por um placar de 24-10.

### Buffalo Bills
Em 11 de janeiro de 2017, McDermott foi contratado pelo Buffalo Bills como o 22º treinador na história da franquia.
Em 10 de setembro de 2017, McDermott venceu sua estreia na NFL por 21-12 sobre o New York Jets, tornando-se apenas o terceiro treinador dos Bills a vencer seu primeiro jogo com a equipe depois de Marv Levy e Rex Ryan.
Depois que Buffalo perdeu na semana 2 para o Carolina Panthers, McDermott levou os Bills a mais 4 vitórias nos próximos 5 jogos, incluindo uma vitória contra o atual campeão da NFC, Atlanta Falcons. No entanto, eles perderam os próximos dois jogos, incluindo uma derrota por 47-10 para o New Orleans Saints, que levou McDermott a tomar a polêmica decisão de contratar o quarterback Tyrod Taylor e colocar o novato Nathan Peterman no banco de reservas. Peterman jogou mal contra o Los Angeles Chargers em seu primeiro jogo como titular da carreira, jogando 5 interceptações no primeiro tempo. Ele foi substituido por Taylor durante a segunda metade da derrota por 54-24, os Bills cairam para um recorde de 5-5.
Apesar da série de derrotas, os Bills terminaram a temporada com um recorde de 9-7, conquistando a 6ª vaga da AFC e sua primeira aparição nos playoffs em 18 anos, terminando assim a mais longa seca de playoff nos esportes profissionais da América do Norte. Os Bills perderiam para o Jacksonville Jaguars por 10-3 no Wild Card da AFC.

## Campanha como treinador principal
| Equipe | Ano   | Temporada Regular | Temporada Regular | Temporada Regular | Temporada Regular | Pós-Temporada | Pós-Temporada | Pós-Temporada                                             |
| Equipe | Ano   | Vitórias          | Derrotas          | Empates           | Acabamento        | Vitórias      | Derrotas      | Resultado                                                 |
| ------ | ----- | ----------------- | ----------------- | ----------------- | ----------------- | ------------- | ------------- | --------------------------------------------------------- |
| BUF    | 2017  | 9                 | 7                 | 0                 | 2º na AFC East    | 0             | 1             | Perdeu para o Jacksonville Jaguars no Wild Card da AFC    |
| BUF    | 2018  | 6                 | 10                | 0                 | 3º na AFC East    | –             | –             | –                                                         |
| BUF    | 2019  | 10                | 6                 | 0                 | 2º na AFC East    | 0             | 1             | Perdeu para o Houston Texans no Wild Card da AFC          |
| BUF    | 2020  | 13                | 3                 | 0                 | 1º na AFC East    | 2             | 1             | Perdeu para o Kansas City Chiefs no AFC Championship Game |
| BUF    | 2021  | 11                | 6                 | 0                 | 1º na AFC East    | 1             | 1             | Perdeu para o Kansas City Chiefs no AFC Divisional Game   |
| BUF    | 2022  | 13                | 3                 | 0                 | 1º na AFC East    | 1             | 1             | Perdeu para o Cincinnati Bengals no AFC Divisional Game   |
| BUF    | 2023  | 11                | 6                 | 0                 | 1º na AFC East    | 1             | 1             | Perdeu para o Kansas City Chiefs no AFC Divisional Game   |
| Total  | Total | 73                | 41                | 0                 |                   | 5             | 6             |                                                           |